# Доммараджу Гукеш
У цьому телузькому імені прізвище (Доммараджу) стоїть перед особовим ім'ям.
Доммараджу Гукеш (Гукеш Ді, там. குகேஷ், тел. గుకేష్ దొమ్మరాజు, англ. Gukesh Dommaraju, Gukesh D, нар. 29 травня 2006 року) — індійський гросмейстер. Чинний чемпіон світу з шахів, на даний час (2024 рік) він є наймолодшим чемпіоном світу з шахів, ставши ним у віці 18 років. Шаховий вундеркінд, він є третьою наймолодшою людиною в історії, що одержала звання гросмейстера, яке ФІДЕ присудила йому в березні 2019 року.

## Раннє життя
Доммараджу народився 29 травня 2006 року в місті Ченнаї, штат Тамілнад, Індія, в родині телугу, яка походить з дельти Годаварі в Андхра-Прадеш. Його батько, Раджнікант, є хірургом, а мати, Падма, — мікробіологом. У сім років Доммараджу навчився грати в шахи. Наразі навчається у Веламмал Відьялая, Мел Аянамбаккам, Ченнаї.

## Кар'єра
Доммараджу переміг у категорії до 9 років в Чемпіонаті Азії з шахів серед школярів у 2015 році та Чемпіонаті світу з шахів серед молоді в 2018 році в категорії до 12 років. Він також виграв п'ять золотих медалей на молодіжному чемпіонаті Азії з шахів 2018 року в індивідуальному рапіді та бліці U-12, командному рапіді та бліці U-12, а також індивідуальному класичному форматі U-12. Він виконав вимоги до титулу міжнародного майстра (IM) в березні 2018 року на 34-му шаховому турнірі Каппель-ла-Гранд.
15 січня 2019 року Доммараджу став другим наймолодшим гросмейстером в історії у віці 12 років, 7 місяців і 17 днів. Він майже випередив наразі російського шахіста Сергія Карякіна як наймолодшого гросмейстера в історії, але упустив рекорд на 17 днів.
У червні 2021 року він виграв шаховий турнір «Julius Baer Challengers Chess Tour, Gelfand Challenge», набравши 14 очок із 19. У серпні 2022 року він розпочав 44-ту шахову Олімпіаду з ідеальним результатом 8/8, допомігши Індії-2 перемогти найсильніших США у 8-му матчі. Він закінчив з результатом 9 з 11, з перформансом на рівні 2867 Ело, заробивши золоту медаль на 1-й дошці.
У жовтні 2022 року Доммараджу став наймолодшим гравцем, який переміг Магнуса Карлсена моменту, коли останній здобув звання чемпіона світу в турнірі «Aimchess Rapid».
У лютому 2023 року Доммараджу брав участь у першому турнірі «WR Masters у Дюссельдорфі», де фінішував із результатом 5½/9, розділивши перше місце з Левоном Ароняном та Яном Непомнящим. В результаті тай-брейків він здобув срібло, поступившись Ароняну.
У серпні 2023 року брав участь у Кубку світу із шахів 2023 року. Він пройшов до чвертьфіналу турніру, де зазнав поразки від найсильнішого гравця в світі Магнуса Карлсена. Під час турніру він став наймолодшим гравцем, котрий досяг рейтингу в 2750+.
У рейтинг-листі за вересень 2023 року Доммараджу офіційно перегнав Вішванатана Ананда як індійського гравця з найвищим рейтингом, вперше скинувши Ананда за 37 років з звання найкращого індійського гравця.
У грудні 2023 року, після закінчення Циклу ФІДЕ 2023, Доммараджу пройшов кваліфікацію на Турнір претендентів 2024 року. Доммараджу посів друге місце, але оскільки Фабіано Каруана, переможець, уже пройшов кваліфікацію через Кубок світу, Доммараджу також виборов право на участь.

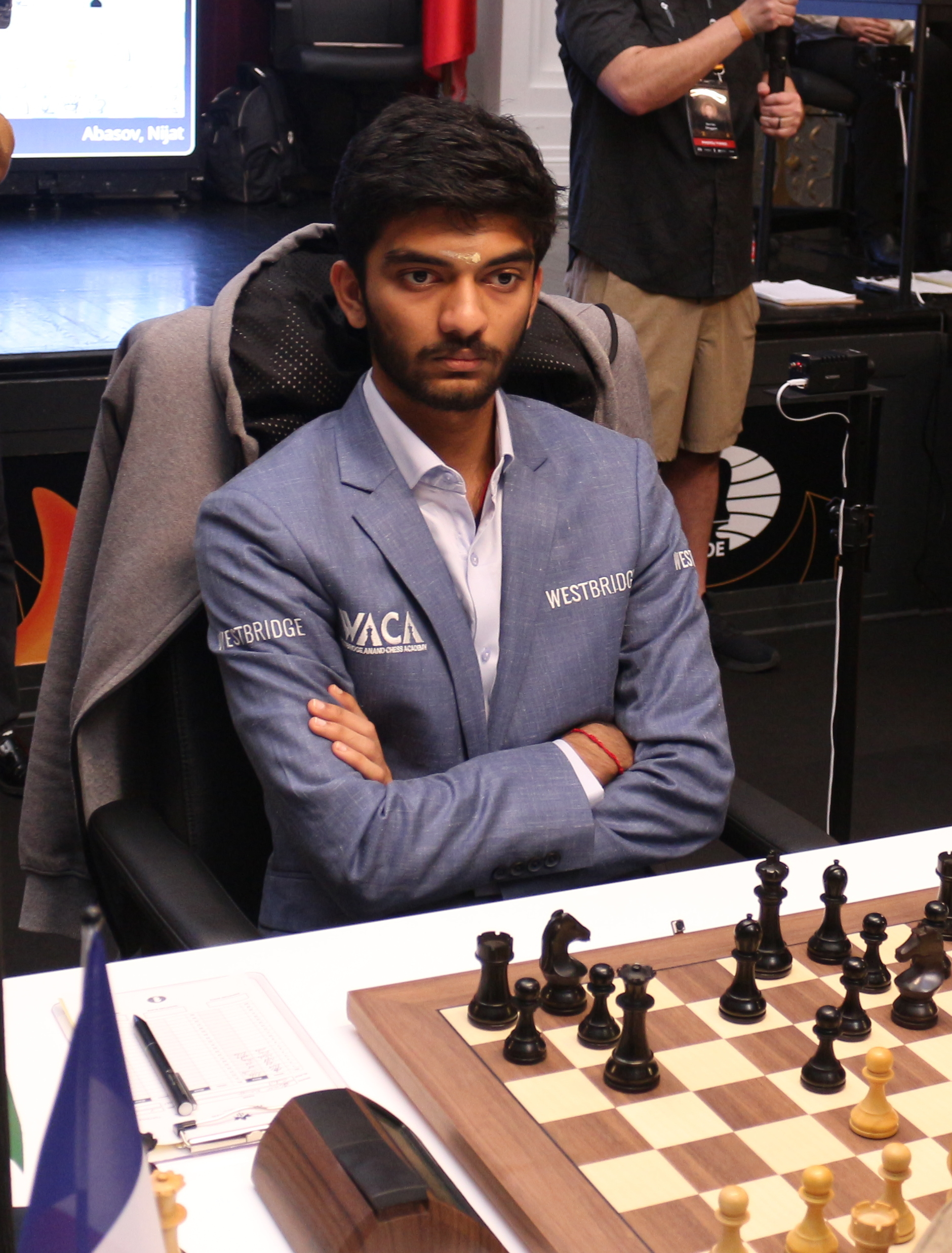
Доммараджу на турнірі претендентів 2024 року

У січні 2024 року Доммараджу брав участь у шаховому турнірі Tata Steel Chess Tournament 2024, де він набрав 8,5 очок у 13 іграх (6 перемог, 5 нічиїх і 2 поразки), щоб фінішувати з рівною нічиєю за 1 місце. У раунді 12 він мав виграшну позицію проти Рамешмабу Прагнанандхи, але помилився, допустивши триразове повторення позиції, що призвело до того, що партія закінчилась нічиєю. На тай-брейках він переміг Аніша Гірі у півфіналі, але програв Вей Ї у фіналі.
У квітні 2024 року переміг у Турнірі претендентів, ставши наймолодшим переможцем за його історію.
У грудні 2024 року переміг у Чемпіонаті світу із шахів, ставши наймолодшим чемпіоном світу з шахів. Він переміг з рахунком 7.5 проти 6.5 в Дін Ліженя, виборовши перемогу граючи за чорних в останній з 14 ігор. Всього в чемпіонаті він виграв 3 рази, його опонент 2, а всі інші ігри закінчилися нічиєю.